# (8519) 1992 DB10
A (8519) 1992 DB10 egy kisbolygó a Naprendszerben. Az UESAC program keretében fedezték fel 1992. február 29-én.